# Jack Fowler (Musiker)

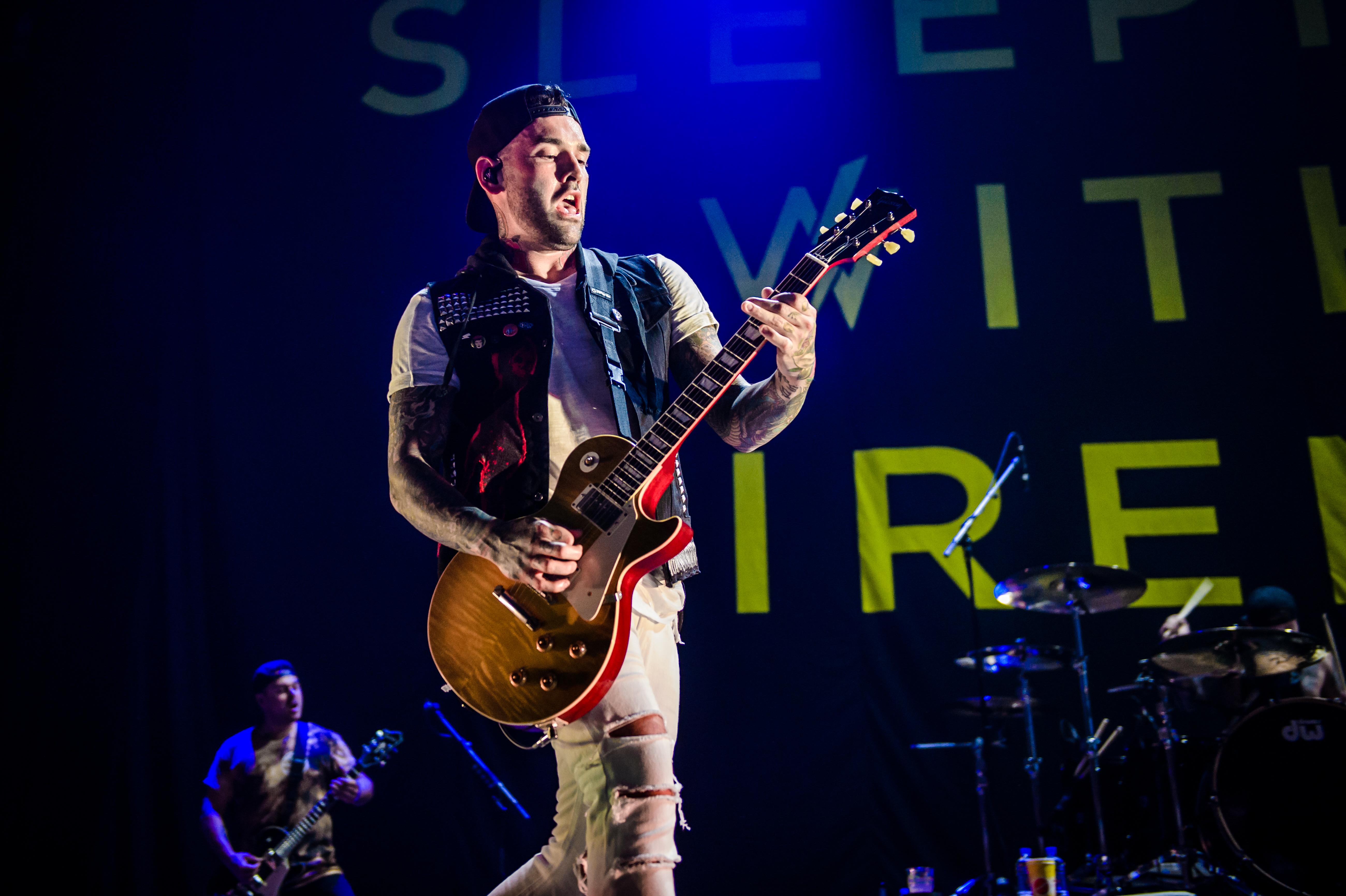
Jack Fowler mit Sleeping with Sirens bei Rock im Park, 2017.

Jack Fowler (* 25. Januar 1991) ist ein US-amerikanischer Rockmusiker. Er ist derzeit Gitarrist bei Sleeping with Sirens und war zuvor in der Band Broadway aktiv, wo er ebenfalls Gitarre spielte.

## Karriere

### Mit Broadway
Fowler war vor seinem Einstieg bei Sleeping with Sirens als Gitarrist bei Broadway aktiv. Mit der Gruppe veröffentlichte er das Album Kingdoms, bei welchem er noch als Gitarrist zu hören war. Am 19. Mai 2011 wurde bekannt, dass er Broadway verließ, um bei Sleeping with Sirens spielen zu können.

### Mit Sleeping with Sirens
Seit Mai 2011 ist Jack Fowler Gitarrist bei Sleeping with Sirens. Er arbeitete zuvor sowohl mit Sleeping with Sirens als auch mit Broadway zusammen, ehe er sich im Mai 2011 entschloss nur noch für eine Band zu spielen. Mit Sleeping with Sirens veröffentlichte er die Alben Let´s Cheers to This, Feel und die Akustik-EP If You Were a Movie, This Would Be Your Soundtrack.

## Diskografie

### Mit Broadway
- 2009: Kingdoms (Uprising Records)

### Mit Sleeping with Sirens
- 2011: Let’s Cheers to This (Album, Rise Records)
- 2012: If You Were a Movie, This Would Be Your Soundtrack (EP, Rise Records)
- 2013: Feel (Album, Rise Records)
- 2015: Madness (Album, Epitaph Records)

## Auszeichnungen und Nominierungen
- Alternative Press Music Awards
  - 2016: Bester Gitarrist (nominiert)